# Висока поляна (област Шумен)
 За другото българско село вижте Висока поляна (Област Кърджали).  
Висока поляна е село в Североизточна България. То се намира в община Хитрино, област Шумен.

## История
На базата на наличната информация се счита, че в района на Висока поляна през Античността се намира римската укрепена пътна станция Робуста, спомената византийския писател Прокопий Кесарийски, охранявала пътя от Сексагинта Приста през Абритус към Марцианопол и Одесос.
Според разказите за основаването на селото, то е основано от семейства от съседните села Студеница, Трем, Байково и/или Хума. Най-старият проучен досега запис в османските архиви за селото е от 1686 г.

## География
Висока поляна се намира на южната граница на Лудогорието. Селото има гара по жп линията Варна-Русе, което позволява железопътна връзка от съседната гара Самуил, за градовете Исперих,  Дулово, Алфатар и Силистра.

## Население
Численост на населението според преброяванията през годините:
| \| Година на преброяване \| Численост \| \| --------------------- \| --------- \| \| 1934 \| 762 \| \| 1946 \| 794 \| \| 1956 \| 827 \| \| 1965 \| 856 \| \| 1975 \| 834 \| \| 1985 \| 661 \| \| 1992 \| 317 \| \| 2001 \| 259 \| \| 2011 \| 207 \| \| 2021 \| 194 \| |           |
| Година на преброяване | Численост |
| 1934 | 762       |
| 1946 | 794       |
| 1956 | 827       |
| 1965 | 856       |
| 1975 | 834       |
| 1985 | 661       |
| 1992 | 317       |
| 2001 | 259       |
| 2011 | 207       |
| 2021 | 194       |

### Етнически състав

#### Преброяване на населението през 2011 г.
Численост и дял на етническите групи според преброяването на населението през 2011 г.:
|                     | Численост | Дял (в %) |
| Общо                | 207       | 100.00    |
| Българи             | ?         | ?         |
| Турци               | 205       | 99.03     |
| Цигани              | –         | –         |
| Други               | ?         | ?         |
| Не се самоопределят | ?         | ?         |
| Неотговорили        | –         | –         |